# Bote de Zamora
El bote de Zamora, también llamado píxide de Zamora, es una píxide o urna de marfil de elefante tallada en el Califato Omeya de Córdoba en el siglo X, por encargo del califa Alhakén II, y que acabó formando parte del tesoro de la catedral de Zamora. Está considerado como una de las joyas de los marfiles hispanomusulmanes.

## Historia

### Origen

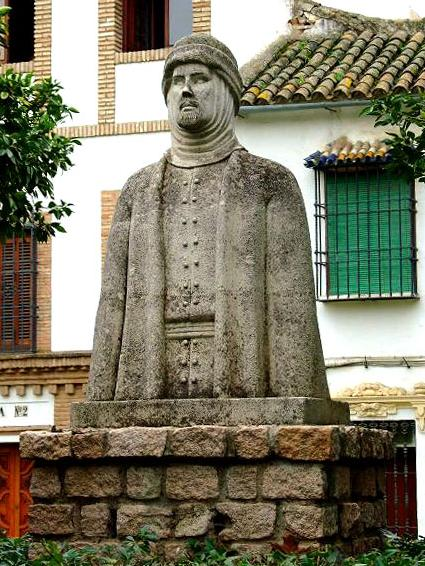
Monumento a Alhakén II en Córdoba (España). Se encuentra en el Campo Santo de los Mártires y fue inaugurado el 1 de octubre de 1976

La píxide fue tallada en el Califato de Córdoba por un artista desconocido, del cual solo se conoce el sobrenombre de "El maestro de Zamora", en el año 964 d. C., y destaca por su increíble detalle y finura en la ejecución.
Contiene inscripciones que indican que fue un regalo del segundo califa omeya de Córdoba, Alhakén II (r. 961-976), a la vasco-navarra Subh, concubina y madre de su heredero Hisham II en el año 353 de la Hégira.
La caja fue encargada por Alhakén II para su concubina Zoa madre del príncipe Abd al-Rahman,el cual no llegó al poder por morir siendo niño. El nombre de Durri alude al donante que fue esclavo del califa de origen eslavo encargado de la fabricación de algunos objetos suntuarios realizados en los talleres reales, gobernador de Baeza al comenzar el reinado de Heisam II y murió por orden de al-mansur. 
En la pieza hay una inscripción en la que se conocía al artista que la fabricó como "Maestro de Zamora".

### Inscripción
En el borde inferior de la tapa se encuentra una inscripción con elegantes caracteres cúficos, los cuales indican al destinatario y la fecha de ejecución. Esta inscripción traducida aproximadamente dice lo siguiente: "La bendición de Dios al Imam, el esclavo de Dios, al Hakam Al Mustansir bi'llah el príncipe de los creyentes. De lo que se ha ordenado fabricar para la señora madre del príncipe Abd el Rahman, bajo la dirección de Durri As Saghir, en el año 356 Hégira ".  
Gracias a la inscripción se conoce que fue fabricada en los talleres de la ciudad de Córdoba durante la época del Califato Omeya de Cordóba.

### En la catedral de Zamora
Aunque no se conoce la identidad del donante ni la fecha en la que entró en la catedral, pudo llegar a esta por donación real o señorial. 
El primer registro conocido del bote y de un conjunto de arquetas islámicas propiedad de la catedral, corresponde al año 1367 donde figura en el tesoro catedralicio. En 1436 ya consta en el relicario conteniendo “piedras de los Santos Lugares”.
En 1903 el matrimonio Gómez-Moreno, en una de sus estancias en Zamora y su provincia, donde recopilaban información para la futura redacción del volumen dedicado a Zamora del Catálogo Monumental de España,  en su visita a la catedral descubren la píxide califal y otra arqueta de la misma época en el relicario, mostrando al cabildo la singularidad y el valor de unas piezas que este desconocía. Estas arquetas fueron expuestas en la Exposición Regional Gallega de 1910, despertando el interés de los anticuarios que las vieron.

### Venta
En 1911 el cabildo catedralicio de Zamora vendió al anticuario madrileño Juan Lafora y Calatayud unas arquetas entre las cuales se encontraba un bote de marfil de época califal valorado en 52.500 pesetas. Gómez-Moreno, que fue el que descubrió años antes la píxide en el relicario de la catedral, debido a que este frecuentaba en Madrid los mismos círculos que Lafora y Calatayud, pudo conocer la venta de objetos valiosos, por lo que contactó con el diputado nacional Guillermo de Osma ante el temor de que la pieza saliese de España. El asunto llegó a debatirse en las Cortes con la intervención del presidente del gobierno y de José Canalejas, lo cual generó una interesante polémica sobre la propiedad del patrimonio artístico de la Iglesia de la que se hicieron eco los diarios nacionales. Finalmente, tras todo este proceso, el Estado decide comprar esta pieza por la misma cantidad por la que la había adquirido Lafora. Tras esto la pieza fue depositada el 14 de marzo de 1911 en el Museo Arqueológico Nacional.El cabildo de Zamora destinó el dinero de la venta a la adquisición de Deuda Pública. El producto de las ventas a anticuarios de otros bienes artísticos de la catedral de Zamora, realizadas previamente, se habían destinado a la compra de acciones de una compañía hidroeléctrica.

### Conservación
La pieza se exhibe en el Museo Arqueológico Nacional de Madrid, aunque anteriormente formó parte del "Tesoro de la Catedral de Zamora". Está expuesta en una vitrina exenta visible desde todos los puntos.

## Características
- Forma: cilíndrica con la tapa hemiesférica.
- Material:Fabricada en plata y  marfil de elefante mediante las técnicas de fundido a molde,nielado y talla rehundida.
- Dimensiones: 17,70 centímetros de altura y 10,3 centímetros de diámetro.
- Inscripciones tipo ataurique, hechas con incisiones que representan pavos, gacelas y pájaros.
- Se abre y se cierra mediante dos charnelas

## Descripción
Es una urna o arqueta con forma cilíndrica. En la parte superior se aprecia que tiene una tapa cónica coronada por un broche de plata nielada. Ambos elementos se articulan por medio de una bisagra de plata trabajada a buril y con esmalte negro. Se observan dos cenefas de cordoncillo, una situada en la parte superior y la otra se sitúa en la parte inferior, estas cenefas tienen la función de englobar toda la decoración. La pieza está tallada sobre un cilindro de colmillo de elefante.
Este píxide tiene longitud en los ejes verticales, tallos, palmas y hojas dispuestas en espejo. En esta vegetación rigurosa se sitúan cuatro pares de gacelas adosadas, encima de estas hay el mismo número de pavos afrontados con penachos estilizados sobre los que hay pájaros espaldados cuyas cabezas están hacia atrás y a su vez afrontadas. Las florecillas de cuatro o seis pétalos con botón central son un elemento característico del clasicismo cordobés. Toda la decoración está ejecutada en una labor profunda de corte en pico, con  estriados en los tallos y las hojas biseladas. Este tipo de decoración se mezcla ataurique y animales, esto se empleaba en los objetos destinados a las mujeres de la familia del soberano o de los príncipes. La tapa en la que hay una inscripción cúfica  también tiene decoración vegetal con pájaros afrontados. Esto representa una primicia en el arte cordobés, el cual después de esto será habitual. La composición destaca como la talla de las escenas presentan un fuerte claroscuro. Por ello destaca la maestría y la fina ejecución de los motivos decorativos arabescos. Esta pieza refleja el refinamiento de la alta sociedad y de los soberanos andalusíes en la época del califato de Córdoba, estos a veces sobrepasaban el lujo de la sociedad.
El marfil de elefante es de importación lo cual muestra la importancia de las relaciones comerciales durante el periodo del califato Omeya de Córdoba. El marfil del Ándalus era importado principalmente de África, este era un material muy caro por lo que estaba reservado para personajes de la alta sociedad.
La pieza adopta la denominación de su procedencia, ya que es encontrada en la catedral de Zamora en la cual se usó de relicario donde contenía "Piedras de los Santos lugares".

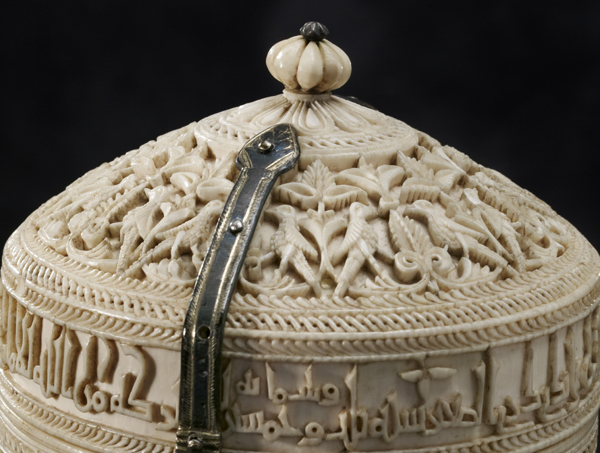
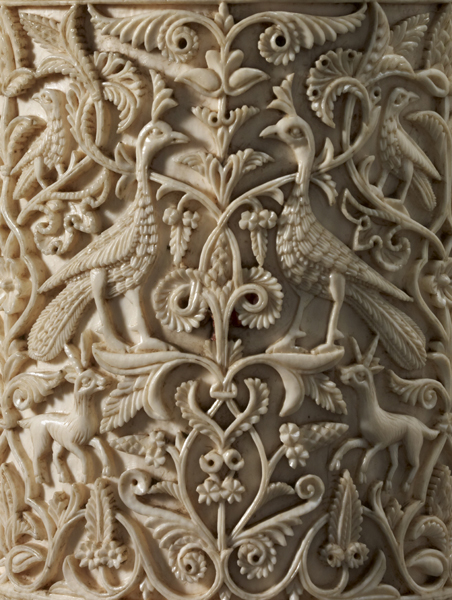
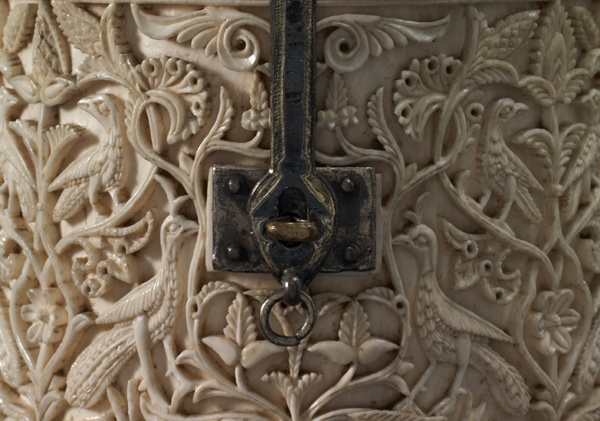